# En dam försvinner (1979)
En dam försvinner är en brittisk komisk mysteriefilm i regi av Anthony Page. Filmen är en nyinspelning av Alfred Hitchcocks film med samma namn från 1938. Huvudrollerna spelas av Elliott Gould, Cybill Shepherd och Angela Lansbury.

## Rollista i urval
- Elliott Gould - Robert Condon
- Cybill Shepherd - Amanda Kelly
- Angela Lansbury - Miss Froy
- Herbert Lom - Dr. Hartz
- Arthur Lowe - Charters
- Ian Carmichael - Caldicott
- Gerald Harper - Mr Todhunter
- Jenny Runacre - "Mrs" Todhunter
- Jean Anderson - Baronessan
- Madlena Nedeva - Nunna
- Madge Ryan - Rose Flood Porter
- Rosalind Knight - Evelyn Barnes
- Vladek Sheybal - Trainmaster
- Wolf Kahler - Helmut
- Barbara Markham - Frau Kummer
- Peter Schratt - tysk officer